# Repertorio
Con repertorio, in campo teatrale e musicale, si intende un gruppo di testi comunemente rappresentati nei teatri e nelle sale da concerto oppure eseguiti, e quindi imparati, da un determinato interprete.

## Opera lirica
Nel teatro lirico ogni cantante ha il proprio repertorio, funzionale alle sue caratteristiche vocali e in genere abbastanza legato ad una stagione della storia dell'opera. Alcuni grandi interpreti, come Maria Callas, devono la loro fama anche ad un'insolita capacità di spaziare attraverso stili, e quindi repertori, diversi.
La definizione di un repertorio di opere note al pubblico, e perciò regolarmente rappresentate nei teatri, è un'acquisizione relativamente recente se si pensa che fino a parte dell'Ottocento l'opera era un genere essenzialmente di consumo in cui il pubblico cercava soprattutto la novità.
L'affermarsi dell'editoria musicale e il diffondersi delle riduzioni per canto e pianoforte hanno in seguito contribuito a orientare il pubblico verso una fruizione di tipo diverso, in cui il teatro era anche il luogo in cui assistere a nuove interpretazioni di opere già note. Ciò che nel Settecento era accaduto con i libretti - quelli di Metastasio in particolare - ciascuno dei quali veniva reinterpretato a seconda del compositore che lo musicava.
Nel corso del Novecento le stagioni dei teatri si sono basate sempre più sul vecchio repertorio, in particolare quello ottocentesco, lasciando sempre meno spazio alle opere di autori contemporanei.

## Repertorio teatrale
Il repertorio a teatro ha diverse valenze: può infatti indicare sia il numero di parti che un attore è capace di portare in scena, la produzione drammaturgica di un autore o il numero di testi o spettacoli che un teatro o una compagnia teatrale ha a disposizione da poter allestire. A seconda del soggetto, dunque, cambia il significato del termine.
Di un vero e proprio repertorio personale degli attori si può iniziare a parlare dall'Umanesimo in poi, quando gli attori, non più legati a compagnie teatrali di stampo medievale, iniziarono ad attingere le fonti delle proprie performance non più ai soli testi sacri ma anche, e soprattutto, a quelli più strettamente popolari. Gli artisti della Commedia dell'Arte, ad esempio, successivi alla nascita del teatro erudito, erano soliti imparare una vasta gamma di testi da cui attingere per inscenare una improvvisazione il cui unicum era garantito dal canovaccio, una sorta di schematico riassunto dell'evento drammatico. Il repertorio personale di ognuno all'interno della compagnia garantiva, per consuetudine, la formazione del repertorio della compagnia stessa: in questo senso, dunque, la produzione di un ensemble era costituita a seconda delle caratteristiche, fisiche e psicologiche, dei recitanti.
Nel XIX secolo, con l'affermarsi della produzione teatrale strettamente legata ad uno stabile o alla compagnia nel quale essa agiva, il repertorio delle compagnie raggiunse quantità notevoli: di norma le prove per un allestimento erano di pochi giorni e, quasi ogni sera, i differenti teatri o compagnie presentavano una differente pièce, sovente ripresa a seconda del successo riscontrato.
Al giorno d'oggi si indica come teatro di repertorio uno stabile o una compagnia che allestisce spettacoli senza una specifica ricerca o una sperimentazione del linguaggio teatrale: Peter Brook definisce tale tipo di teatro teatro mortale.